# (65489) Céto
Pour les articles homonymes, voir Ceto (homonymie).
(65489) Céto (2003 FX128), désignation internationale (65489) Ceto est un objet transneptunien découvert le 22 mars 2003 par Chadwick Trujillo et Michael E. Brown à l'observatoire Palomar.
Son orbite est extrêmement excentrique, avec un périhélie à 17,86 UA, il coupe l'orbite d'Uranus, tandis que son aphélie à 186,75 UA est plus du triple de celle de Pluton.

## Lune
Cet objet possède un satellite, nommé Phorcys découvert le 11 avril 2006 par K. Noll, H. Levison, W. Grundy and D. Stephens à l'aide du télescope Hubble. Phorcys orbite autour de Céto à une distance moyenne de 1 840 ± 44 kilomètres.

## Propriétés physiques
Le peu de différences entre les dimensions estimées de Céto (233 km) et de Phorcys (171 km) les font considérer comme un corps double.

## Nom
Il a été baptisé d'après Céto, un monstre marin de la mythologie grecque.